# Kristina Forsman
Anna Kristina Forsman, född 4 december 1970 i Umeå stadsförsamling, Västerbottens län, är en svensk tonsättare och trombonist.

## Biografi
Kristina Forsman föddes 1970 i Umeå. Efter studier vid Musikhögskolan Ingesund och Gotlands Tonsättarskola studerade hon komposition vid Kungliga Musikhögskolan i Stockholm för Pär Lindgren, Lars-Erik Rosell, Örjan Sandred och Lars Ekström. Hon har också studerat för Sven-David Sandström.
Kristina Forsman är sedan 2005 medlem i Föreningen svenska tonsättare.

## Priser och utmärkelser
- 2012 – Carin Malmlöf-Forsslings pris

## Musikverk
- - Version för soloröst, blandad kör, piano och kontrabas (2006)
- Banalog för tromboner och tuba (1996/2006)
- Berg-slagen – med bleck, såg och slag för 2 horn, 3 trumpeter, 3 tromboner, tuba, pukor och 3 trumset (1998)
- Miserere för orgel (1998)
- Skapa i mig Gud ett rent hjärta för blandad kör a cappella till text ur Psaltaren (1998)
- ... but sometimes you really need to go harping on the same string ... för 8 tromboner (1998/2002)
- Helig, helig, helig för slagverk och trombon eller slagverk solo (1999)
- Pieces of Patchwork för blåskvintett (1999)
- Väntan, elektroakustisk musik (1999)
- Miniatyrer för trombon för 1 eller 2 tromboner (2000/2002)
- Ninata för orkester (2001)
- Tre kärlekssånger för röst och ackordeon/piano till text av tonsättaren (2001)
  1. ”Doften av dig finns kvar i mig”
  2. ”En sommarbris”
  3. ”Du är minnen vakna i min själ”
- Tissisat – Water that Smokes för röst och orkester (2002)
- What a Day, What a Day!, elektroakustisk musik (2002)
- Tekati för 4–10 slagverkare 9–99 år (2003)
- Lyssnande väntar jag ... för sologitarr (2003)
- Vad ska vi göra då?, elektroakustisk musik (2003)
- Baroque suite 2004 1. , ouvertyr för barocktrombon och cembalo (2004)
- Dekafonia för horn, 4 trumpeter, 3 tromboner, bastrombon och tuba (2004)
- Ingenting är evigt – utom förändring ... för blockflöjt och slagverk (2004)
- Akkasí! för orkester (2006)
- rain-refrain för gitarr och klarinett (2007)
- Vila, vila för orgel (2007)
- Namonala för saxofonkvartett och blåsorkester (2008)
- Barn är starka!, elektroakustisk musik (2009)

### Opera
- Som den lånade natten… (komponerad 2006, text av Magnus Nilsson).
- Längtans tango, kammaropera (komponerad 2010, text av Kristin Forsman).

### Dansmusik
- Odysseia för brass, slagverk och dans (komponerad 1997).
- Kaolack för tape (komponerad 2009).
- Tiden!, elektroakustisk musik (komponerad 2009).

### Kammarmusik
- ghalán-ghalán för stråkkvartett (komponerad 1993, reviderad 2000)
- I slutet rum (komponerad 2001)
- Being (komponerad 2007)
- Den harhjärtade människan för stråktrio och recitatör till text av Eva-Stina Byggmästar (komponerad 2007)

### Körverk
- Skapa i mig Gud ett rent hjärta (komponerad 1998, text av Kristina Forsman).
- Kyrie eleison för SSA och piano (komponerad 2004, reviderad 2012)
- Advent! för blandad kör, damkör och orgel (komponerad 2005, text av Kristina Forsman)
- Rör mig, berör mig! för blandad kör (komponerad 2005, text av Kristina Forsman)
- Rör mig, berör mig! (komponerad 2006, text av Kristina Forsman)
- Franciscus sång för mezzosopran, blandad kör och orgel (komponerad 2006, reviderad 2021, text av Franciscus av Assisi).
- Hold me, behold me! för blandad kör (komponerad 2010)
- Te Deum, för baryton, blandad kör, horn, 2 trumpeter, trombon, trombon/tuba och orgel (komponerad 2010, text av Niklas Rådström).
- Mellan Kyrie och Gloria.
- Liten Kerstin gråter tårar, hon gråter blod.